# Luigi Caligaris (calciatore)
Luigi Caligaris (Vercelli, 16 novembre 1912 – ...) è stato un calciatore italiano, di ruolo centrocampista.

## Carriera
Giocò in Serie A con la Pro Vercelli.